# Mahdí Malikí
Mahdí Malikí (* 1. ledna 1988 Salé, Maroko) je marocký zápasník–judista.

## Sportovní kariéra
Na mezinárodní judistické scéně se pohybuje od roku 2008. V roce 2012 se vítězstvím na africkém mistrovství kvalifikoval na olympijské hry v Londýně, kde vypadl ve druhém kole s Maďarem Barna Borem. V roce 2016 se na olympijské hry v Riu nekvalifikoval.

### Vítězství
- 2014 - 1x světový pohár (Casablanca)

## Výsledky
| Turnaj             | 2008       | 2009       | 2010       | 2011       | 2012       | 2013       | 2014       | 2015       | 2016       | 2017       |  |
| Turnaj             | 20         | 21         | 22         | 23         | 24         | 25         | 26         | 27         | 28         | 29         |  |
| Turnaj             | těžká váha | těžká váha | těžká váha | těžká váha | těžká váha | těžká váha | těžká váha | těžká váha | těžká váha | těžká váha |  |
| ------------------ | ---------- | ---------- | ---------- | ---------- | ---------- | ---------- | ---------- | ---------- | ---------- | ---------- |  |
| Olympijské hry     | —          |            |            |            | úč.        |            |            |            | —          |            |  |
| Mistrovství světa  |            | —          | —          | úč.        |            | —          | —          | úč.        |            | —          |  |
| Africké hry        |            |            |            | x          |            |            |            | x          |            |            |  |
| Mistrovství Afriky | —          | —          | 3.         | 3.         | 1.         | 3.         | 3.         | 3.         | 7          | —          |  |

### Bez rozdílu vah
| Turnaj             | 2008 | 2009 | 2010 | 2011 | 2012 | 2013 | 2014 | 2015 | 2016 | 2017 |
| Turnaj             | 20   | 21   | 22   | 23   | 24   | 25   | 26   | 27   | 28   | 29   |
| ------------------ | ---- | ---- | ---- | ---- | ---- | ---- | ---- | ---- | ---- | ---- |
| Mistrovství světa  | —    |      | —    | —    |      |      |      |      |      | úč.  |
| Mistrovství Afriky | úč.  | —    | 5.   | —    | —    | 7.   | 3.   | —    | —    | —    |